# Szeged Sportolója díj
A Szeged Sportolója díj-at 2003-ban alapította Szeged Megyei Jogú Város Önkormányzata. Azoknak adományozható, akik az előző évben országos és nemzetközi versenyeken kiemelkedő teljesítményt nyújtottak, és ezzel hozzájárultak Szeged hírnevéhez. A kitüntetések átadása minden évben Szeged napja alkalmából, május 21-én történik.

## Kitüntetettek
2003
- Kanyó Dénes, a Muréna Szegedi Úszó- és Búvárklub búvárúszója
- Mezey Richárd, a Tisza Volán SC–Pick Szeged kézilabdázója
- Oláh Katalin, az SZVSE tájfutója

2004
- Boronkay Péter, a Szegedi Úszó Egylet úszója
- Boros-Gyevi Lászlóné, a Szeged-Kiskundorozsma Kézilabda SE kézilabdázója
- Kiss Norbert, a Ferroép Szegedi Tekézők Egyesülete tekése

2005
- Berta Róbert, a Tisza Volán SC Hivatásos Kézilabda Szakosztály-Pick Szeged kézilabdázója
- Vajda Attila, a Démász Szeged Vízisport Egyesület kenusa
- Varga Péter, a Szeged Beton Vízilabda Egylet vízilabdázója

2006
- Karsai László, a Ferroép Szegedi Tekézők Egyesület tekése
- Mészáros Kornélia, a Szeviép Szegedi Női Kosárlabda Kft. kosárlabdázója
- Szuknai Zsuzsanna, a Tigers Kick-box Szabadidő és Sportegyesület kick-boxosa

2007
- Bánki Horváth Béla szenior úszó
- Fürdök Gábor, a Szegedi Vízisport Egyesület kenusa
- Lehmann István, a Szegedi Vízilabda Egylet vízilabdázója

2008
- Dudás Zita, a Muréna Szegedi Úszó- és Búvárklub búvárúszója
- Horváth Gábor, a Szegedi Vízisport Egyesület kajakosa
- Oltványi Dávid, a Szeged Box Club ökölvívója

2009
- Fürész Emőke, a Szeviép-Szeged Kosárlabda Sport Kft. kosárlabdázója
- Nagy Péter, a Szegedi Lelkesedés SK súlyemelője
- Susányi Zsófia, a Gellért Szabadidő SE teniszezője

2010
- Biatovszki Mila, a Szeged Városi Lövészklub sportlövője
- Kecse-Nagy Helga, a Tisza Squash Sportegyesület fallabdázója
- Lukács Levente, a Szegedi Asztalitenisz Club asztaliteniszezője

2011
- Nagypál Krisztina, a Ducsai Erőemelő Oskola erőemelője,
- Sipos István ultramaratoni futó
- Zsiga Máté, a Gellért SE teniszezője

2012
- Banda Árpád íjász
- Lajtos Szandra rövidpályás gyorskorcsolyázó
- Molnár Tamás vízilabdázó

2013
- Dobó Andrea kézilabdázó
- Olasz Anna úszó
- Vadkerti Attila kézilabdázó

2014
- Juhász Zsolt vízilabdázó
- Kakukk Levente tekéző
- Szerencsi Ildikó tájfutó

2015
- Kárász Anna, az EDF Démász-Szeged kétszeres világbajnok kajakosa
- Kiss Zsolt, a Naturtex-SZTE-Szedeák kosárlabdázója
- Novoszáth Melinda, a Haász SZUE ifjúsági Eb-ezüst- és bronzérmes úszója

2016
- Jászapáti Petra, a Szegedi Korcsolyázó Egyesület rövidpályás gyorskorcsolyázója
- Biacsi Bernadett és Biacsi Ilona ikerpár, a Szegedi Vasutas Sportegyesület paraatlétái

2017
- Mónus Ágnes sportlövő
- Major Endre para-asztaliteniszező
- Zubai Szabolcs kézilabdázó

2018
- Márton Anita súlylökő
- Nagy Péter súlyemelő
- Jászapáti Petra és Kónya Zsófia gyorskorcsolyázók

2019
- Polák Leila, a Tadashii Harcművészeti Sportegyesület karatésa
- Balogh Zsolt, a MOL-Pick Szeged kézilabdázója
- Suba Róbert, a  a Szegedi Vízisport Egyesület parakenusa

2024
- Pádár Nikolett úszó
- Nádas Bence kajakos

2025
- Kiss Ágnes  kenus
- Rescsik Csaba parasportlövő

## Külső hivatkozások
- Öregbítik Szeged sportos hírnevét[halott link], Delmagyar.hu, 2006. május 20.
- Szeged sportolója- és sportjáért-díj[halott link], Delmagyar.hu, 2006. december 15.
- Szolid ünnepség Szeged sportjáért, Hír6.hu, 2008. május 23.
- Szeged sportjáért Archiválva 2009. május 24-i dátummal a Wayback Machine-ben, Delmagyar.hu, 2009. május 22.
- Szegedi sportolókat és sportvezetőket díjaztak Archiválva 2011. május 22-i dátummal a Wayback Machine-ben, Szegedma.hu, 2011. május 20.
- Átadták a Szeged sportolója és Szeged sportjáért kitüntetéseket Archiválva 2012. május 27-i dátummal a Wayback Machine-ben, Delmagyar.hu, 2012. május 25.
- Szerencsi Ildikó, Juhász Zsolt és Kakuk Levente kapták a Szeged sportolója díjat + FOTÓK Archiválva 2014. május 21-i dátummal a Wayback Machine-ben, Szegedma.hu, 2014. május 16.
- Szeged sportolója: Kárász Anna, Novoszáth Melinda és Kiss Zsolt a legjobb Archiválva 2015. május 22-i dátummal a Wayback Machine-ben, Delmagyar.hu, 2015. május 20.
- A Biacsi-ikrek és Jászapáti Petra vehették át idén a Szeged Sportolója kitüntetést[halott link], Delmagyar.hu, 2016. május 19.
- Szeged igazi sportváros, sok a kiváló teljesítmény[halott link], Szeged.hu, 2017. május 18.
- Szeged legsikeresebb sportolóit köszöntötték a városházán, Szeged.hu, 2018. április 9.
- A város kiváló sportolóit és sportvezetőit köszöntötték a városházán, Szeged.hu, 2019. május 16.